# Joey Mills
Joey Mills (* 20. Mai 1998 als Matthew William Cooksey in Pacific (Missouri)) ist ein US-amerikanischer Pornodarsteller.

## Karriere
Seit 2016 ist Joey Mills regelmäßig in Pornofilmen und Pornoserien zu sehen. Er wirkte in über 20 Pornos mit, wie für die Reihe Twink Pop der Serie The Men. Als häufiger Twink-Darsteller wurde er mehrfach ausgezeichnet, so wurde er in den Jahren 2018, 2020, 2022 und 2023 GayVN Award als „Favorite Twink“ gekürt.

## Filmografie (Auswahl)
- 2016–2018: Helix Studios (6 Folgen)
- 2017: Flower
- 2017: Bedtime Boners
- 2019–2025: Randy Blue (87 Folgen)
- 2019: Photoshoot Sex
- 2022: Buttering His Popcorn
- 2024: Only College Twinks!
- 2024: School of Hard Cocks

## Auszeichnungen (Auswahl)
- 2017: Grabby Award
- 2018, 2020, 2022 und 2023: GayVN Award
- 2020: Str8UpGayPorn Award